# Торасемід
Торасемід, також відомий як торсемід, є сечогінним препаратом з підгрупи петльових діуретиків, який використовується для лікування перевантаження рідиною через серцеву недостатність, захворювання нирок і печінки. Це менш бажаний метод лікування високого кров'яного тиску. Його приймають всередину або шляхом ін’єкції у вену.
Торасемід був запатентований у 1974 році та увійшов у медичне використання в 1993 році. Він входить до списку основних лікарських засобів Всесвітньої організації охорони здоров’я. Він доступний як генеричний (загальний) препарат. У 2020 році це був 213-й лік, який найчастіше призначають у Сполучених Штатах, з понад 2 мільйонами рецептів.

## Лікарська форма
Таблетки. Розчин для ін'єкцій

## Фармакотерапевтична група
Високоактивні діуретики
Прості препарати сульфамідів.
Код АТС С 03С А 04.

## Фармакодинаміка
Торасемід є петльовим діуретиком; при низьких дозах, які використовуються для лікування гіпертензії, виявляє слабку діуретичну та салуретичну дію. При вищих дозах торасемід спричиняє посилений діурез дозозалежним чином. Торасемід виявляє максимальну діуретичну активність через 2 — 3 години після застосування внутрішньо.

## Фармакокінетика
Після перорального застосування торасемід швидко і майже повністю абсорбується; максимальний рівень у сироватці крові досягається через 1–2 години після прийому. Системна біодоступність становить 80–90 %. Зв'язування торасеміду з білками плазми становить понад 99 %, метаболітів М1, М3 і М5 — 86 %, 95 %, і 97 % відповідно. Уявний об'єм розподілу становить 16 л. Торасемід метаболізується шляхом окиснення та гідроксилювання з утворенням трьох метаболітів: М1, М3 і М5. М5 фармакологічно не активний, а на метаболіти М1 і М3 припадає приблизно 10 % фармакологічної дії препарату. Кінцевий час напіввиведення (t1/2) торасеміду і його метаболітів становить у здорових осіб 3–4 години. Загальний кліренс торасеміду становить 40 мл/хв, ренальний кліренс — приблизно 10 мл/хв. Близько 80 % дози виділяється у вигляді незміненого торасеміду (24 %) та його метаболітів: М1 (12 %), М3 (3 %), М5 (41 %). При нирковій недостатності період напіввиведення торасеміду не змінюється, а період напіввиведення метаболітів М3 і М5 подовжується. Торасемід та його метаболіти практично не виводяться шляхом гемодіалізу чи гемофільтрації. У хворих із порушеною функцією печінки або із серцевою недостатністю періоди напіввиведення торасеміду і метаболіту М5 незначно подовжуються, однак кумуляція торасеміду та його метаболітів малоймовірна.

## Показання
Таблетки по 2,5 мг і 5 мг — есенціальна гіпертензія.
Таблетки по 5 мг, 10 мг і 20 мг — набряки у пацієнтів із серцевою недостатністю.
Таблетки по 50 мг, 100 мг і 200 мг — набряки, підвищений артеріальний тиск при тяжкій нирковій недостатності (кліренс креатині ну менше 20 мл/хв) за наявності будь-якого залишкового діурезу (понад 200 мл за 24 години), у тому числі в умовах гемодіалізу.

## Протипоказання
Підвищена чутливість до торасеміду, похідних сульфанілсечовини або до будь-якого з компонентів препарату. Ниркова недостатність, яка супроводжується анурією, печінкова кома або прекома, артеріальна гіпотензія.

## Спосіб застосування та дози
Есенціальна гіпертензія. Рекомендована доза для дорослих становить 2,5 мг на добу. Якщо після 2-місячної терапії торасемідом у дозі 2,5 мг на добу нормалізація артеріального тиску не досягається, дозу можна збільшити до 5 мг (приймається як разова доза). Максимальний ефект зазвичай спостерігається через 3 місяці після початку лікування. Застосування доз більше 5 мг не призводить до підсилення антигіпертензивного ефекту.
Набряки. Терапію розпочинають з дози 5 мг на добу. Якщо ефект недостатній, дозу можна поступово підвищувати до 20 мг торасеміду (приймається як разова доза).
При хронічній нирковій недостатності доза залежить від ступеня порушення функції нирок. Якщо доза 20 мг на добу недостатня, її можна збільшити до 50 мг торасеміду один раз на добу і, в разі необхідності, поступово підвищувати до максимальної дози — 200 мг один раз на добу. Максимальну добову дозу 200 мг призначають тільки пацієнтам з тяжкими порушеннями функції нирок (кліренс креатині ну < 20 мл/хв) (у тому числі під час гемодіалізу) за наявності діурезу не менше 200 мл/24 год.
Таблетки слід приймати вранці, бажано під час їжі, не розжовуючи, запиваючи невеликою кількістю рідини.
Терапія препаратом зазвичай тривала; у разі серцевої недостатності проводять до зникнення набряків.

## Побічні реакції
Розлади метаболізму: залежно від дозування та тривалості лікування, можуть розвиватися порушення водного та електролітного балансу, наприклад, гіповолемія, гіпокаліємія, гіпонатріємія; у поодиноких випадках спостерігалось посилення метаболічного алкалозу. При значних втратах рідини та електролітів внаслідок сильного сечовиділення можуть спостерігатись артеріальна гіпотензія, головний біль, астенія, сонливість, особливо на початку лікування та у пацієнтів літнього віку, підвищення рівнів глюкози та ліпідів в крові.
Серцево-судинна система: у поодиноких випадках тромбози, кардіальна та церебральна ішемія з можливим розвитком порушень серцевого ритму, стенокардії, гострого інфаркту міокарда, синкопе.
Травний тракт: втрата апетиту, нудота, блювання, біль у шлунку, проноси, запор, у поодиноких випадках можливий розвиток панкреатиту.
Сечовидільня система: у пацієнтів з розладами сечовипускання, наприклад, при гіпертрофії передміхурової залози, можлива затримка сечі. Можливе підвищення рівня креатині ну та сечовини у сироватці крові.
Гепатобіліарна система: може спостерігатись підвищення рівня деяких печінкових ферментів.
Кров і лімфа: зрідка відбувається зменшення кількості тромбоцитів, еритроцитів та/або лейкоцитів.
Шкіра та підшкірні тканини: в окремих випадках можливі алергічні реакції: свербіж, висипи на шкірі, фото чутливість. Тяжкі шкірні реакції виникають надзвичайно рідко.
Нервова система: в окремих випадках можливі розлади зору, шум у вухах, втрата слуху, дуже рідко — парестезія кінцівок.
Загальні розлади: сухість у роті.

## Передозування
Симптоми. У разі передозування може спостерігатись форсований діурез з небезпекою втрати рідини та електролітів. Можливі сонливість, сплутаність свідомості, артеріальна гіпотензія, колапс та порушення з боку травного тракту.
Лікування. Специфічний антидот відсутній. Залежно від симптомів передозування, рекомендується зменшення дози або відміна препарату. Здійснюються заходи по відновленню водно-електролітного балансу.

Ці дослідження показують, що передозування торасемії може спричинити тривалу діурезу, зниження рівня калію в крові, підвищення рівня альдостерону та реніну в плазмі, а також можливу зміну біохімічних параметрів крові.

## Застосування в період вагітності або годування груддю
Достатнього досвіду клінічного застосування торасеміду у період вагітності немає, тому препарат можна призначати під час вагітності тільки у разі, коли очікувана користь для матері перевищує потенційний ризик для плода.
Невідомо, чи виділяється торасемід у грудне молоко, тому під час лікування препаратом годування груддю слід припинити.
Діти.
Безпека та ефективність застосування торасеміду у дітей відсутні. Не рекомендується призначати препарат пацієнтам цієї вікової категорії.

## Особливості застосування
Перед початком застосування препарату необхідно усунути існуючу гіпокаліємію, гіпонатріємію або гіповолемію.
З особливою обережністю призначають пацієнтам із порушенням сечовипускання (наприклад, при доброякісній гіперплазії передміхурової залози); з аритміями (наприклад, при синоатріальній блокаді або атріовентрикулярній блокаді ІІ — ІІІ ступенів).
При довго тривалому лікуванні торасемідом рекомендується регулярно контролю вати електролітний баланс (особливо у пацієнтів, які одночасно застосовують глікозиди наперстянки, глюкокортикостероїди, мінералокортикостероїди або проносні засоби), рівні глюкози, сечової кислоти, креатині ну та ліпідів крові.
Особливого нагляду потребують пацієнти з тенденцією до розвитку гіперурикемії та подагри.
Пацієнтам, хворим на явний або латентний цукровий діабет, необхідно контролю вати метаболізм вуглеводів.
Через відсутність достатнього досвіду клінічного застосування не рекомендується призначати торасемід при патологічних змінах кислотно-лужної рівноваги; одночасно з літієм, аміноглікозидами, цефалоспоринами; при порушенні функції нирок, спричиненому нефро токсичними речовинами; дітям; пацієнтам літнього віку (рекомендації щодо дозування відсутні).
Інформація щодо дозування препарату пацієнтам з нирковою або печінковою недостатністю обмежена. Пацієнтам з печінковою недостатністю препарат слід призначати з обережністю, оскільки можливе збільшення плазмової концентрації торасеміду.
Здатність впливати на швидкість реакції при керуванні авто транспортом або роботі з іншими механізмами.
До з'ясування індивідуальної реакції на торасемід під час лікування необхідно дотримуватися обережності при керуванні авто транспортом і заняттях іншими потенційно небезпечними видами діяльності, що потребують підвищеної концентрації уваги і швидкості психомоторних реакцій.

## Взаємодія з іншими лікарськими засобами та інші види взаємодій
При одночасному застосуванні торасеміду з серцевими глікозидами може підвищуватися чутливість серцевого м'яза до цих лікарських засобів внаслідок дефіциту калію або магнію. При одночасному застосуванні з мінерало- та глюкокортикоїдами, проносними засобами підвищується ризик виникнення дефіциту калію.
Торасемід підсилює дію інших лікарських антигіпертензивних засобів, зокрема інгібіторів ангіотензинперетворювального ферменту (АПФ). Одночасне застосування з інгібіторами АПФ може призвести до тяжкої гіпотензії. Цьому можна запобігти, якщо зменшити початкову дозу інгібітора АПФ або зменшити дозу торасеміду за 2 — 3 дні до початку застосування інгібіторів АПФ.
Торасемід може послаблювати судинозвужувальний ефект адреналіну та норадреналіну.
Торасемід послаблює дію протидіабетичних засобів.
Торасемід, особливо у великих дозах, може потенціювати нефротоксичні та ото токсичні ефекти аміно глікозидних антибіотиків, токсичні ефекти препаратів платини та нефротоксичні ефекти цефалоспоринів.
Торасемід підсилює дію теофіліну та курареподібних міо релаксантів.
Пробенецид та нестероїдні протизапальні засоби (наприклад, індометацин) послаблюють діуретичну та гіпотензивну дію торасеміду.
При одночасному застосуванні торасеміду і препаратів літію може підвищуватись концентрація літію в крові і, внаслідок чого, підсилюватися кардіо- та нейротоксичність останнього.
При терапії саліцилатами у високих дозах торасемід може підсилювати їх токсичну дію на центральну нервову систему.
При одночасному застосуванні із холестираміном всмоктування торасеміду може знижуватись, в результаті чого — послаблюватись його дія.